# 大東和美
大東 和美（おおひがし かずみ、男性、 1948年10月22日 - ）は、兵庫県神戸市出身の元ラグビー日本代表選手、ラグビー指導者および経営者。独立行政法人日本スポーツ振興センター理事長。第4代Jリーグチェアマン、日本サッカー協会副会長などを歴任した。

## プロフィール
- 兵庫県神戸市出身。
- 日本代表キャップは6。
- 座右の銘は一期一会。

## 来歴
報徳学園高校から早稲田大学へ進学。学生時代は一貫してラグビー部に所属して、早稲田大学ラグビー蹴球部ではフッカーを務めた。1970年度に主将として大学選手権で優勝し、さらに新日鐵釜石に勝利して日本選手権を制覇している。
大学卒業後はラグビー部を持たない住友金属工業（現・日本製鉄）に勤務しながらも、1972年には日本代表に選出されヨーロッパ遠征に参加するなど、テストマッチに計6試合出場した記録を持つ（キャップ6）。1976年度には、1年間母校の早稲田大学ラグビー部監督を務め、関東大学ラグビー対抗戦グループと大学選手権で優勝している。住友金属では主に営業畑を歩み、九州支社長等を務めた後、2005年にJリーグ・鹿島アントラーズの専務取締役に就任。翌2006年に鹿島アントラーズ代表取締役社長に就任した。鹿島アントラーズ社長としては、2009年に商船三井を新規スポンサーに獲得した。
サッカークラブの経営に携わった一方でラグビー界との繋がりも切れることはなく、日本ラグビーフットボール協会評議員と母校である報徳学園高校ラグビー部のアドバイザーを務めている。
2010年7月より、退任する鬼武健二の後任として、Jリーグチェアマンに選任され、日本サッカー協会副会長にも就任した。鹿島アントラーズ社長を務めたチェアマンは2代目の鈴木昌に次いで2人目となった。2014年2月、チェアマンを退任。
2015年10月より、日本スポーツ振興センター理事長に就任。2020年12月、理事長を退任。

## 経歴
- 1967年 報徳学園高等学校卒業
- 1971年 早稲田大学教育学部卒業
- 1971年 住友金属工業入社
- 1996年 同社 四国支社長
- 1999年 同社 大阪プロジェクト開発部長
- 2001年 同社 九州支社長
- 2005年 鹿島アントラーズ・エフ・シー専務取締役
- 2006年 鹿島アントラーズ・エフ・シー代表取締役社長
- 2010年 日本プロサッカーリーグ理事長（Jリーグチェアマン）
- 2014年 Jリーグメディアプロモーション取締役会長
- 2015年 日本スポーツ振興センター理事長